# La Jigua
La Jigua é um município de Honduras, localizado no departamento de Copán.